# Sint-Petrus' Bandenkathedraal (Cincinnati)
De kathedraal van Sint-Petrus' Banden (Engels: Saint Peter in Chains Cathedral) in Cincinnati in de Amerikaanse staat Ohio is de zetelkerk van het rooms-katholieke aartsbisdom Cincinnati. Het kerkgebouw werd in de jaren 1841-1845 in de neoclassicistische stijl gebouwd.

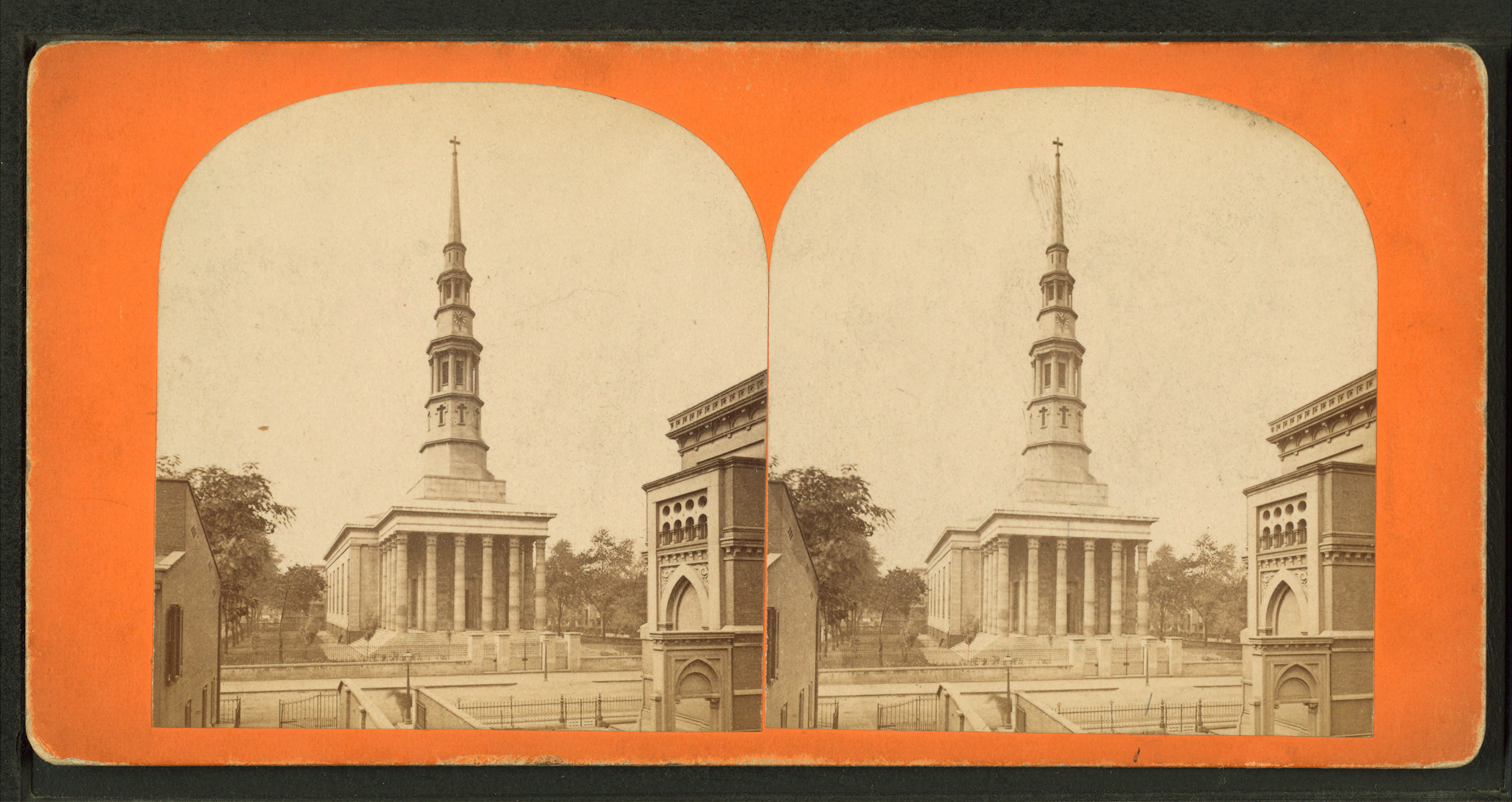
De kathedraal in de 19e eeuw

## Geschiedenis

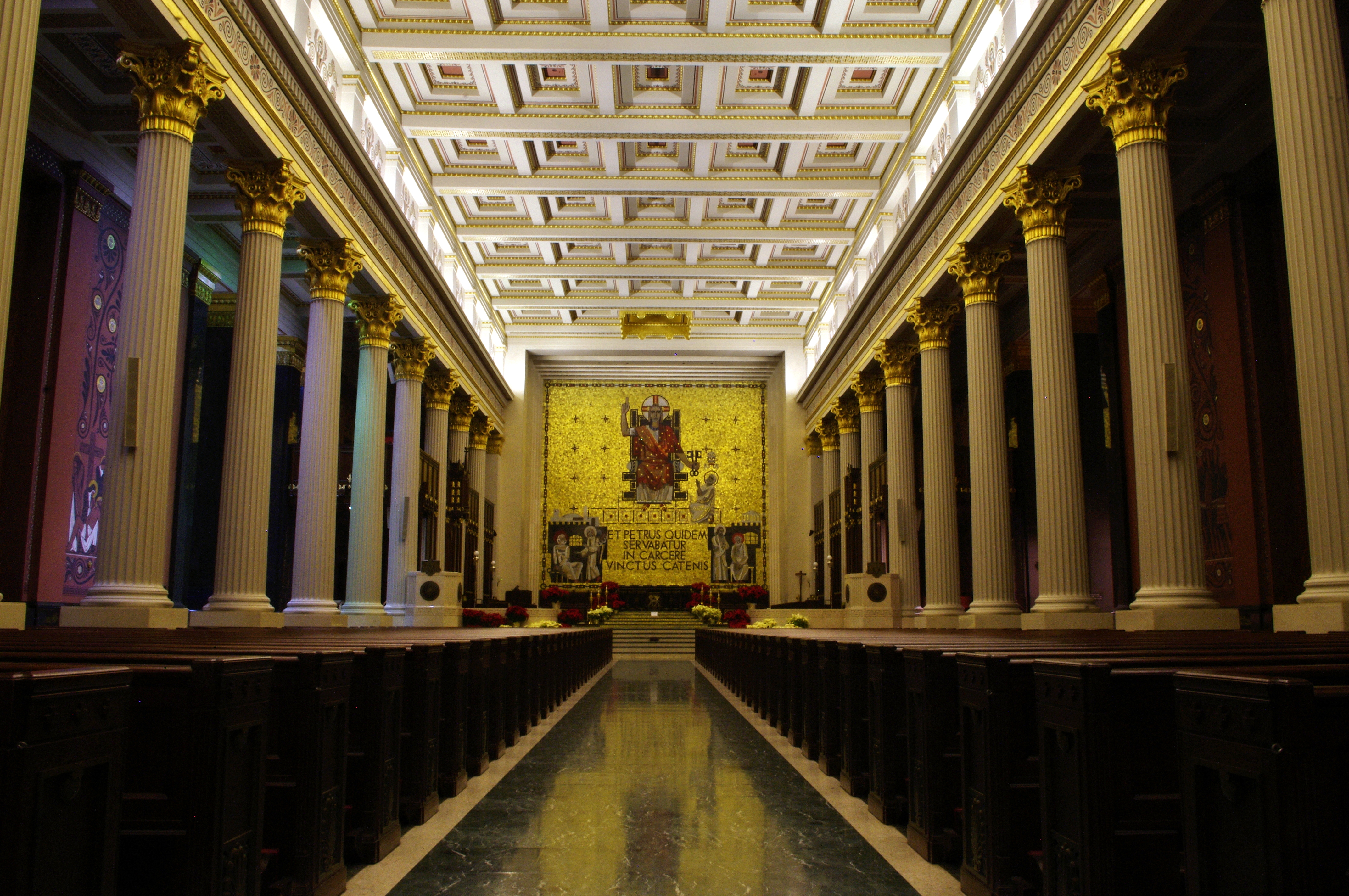
Interieur

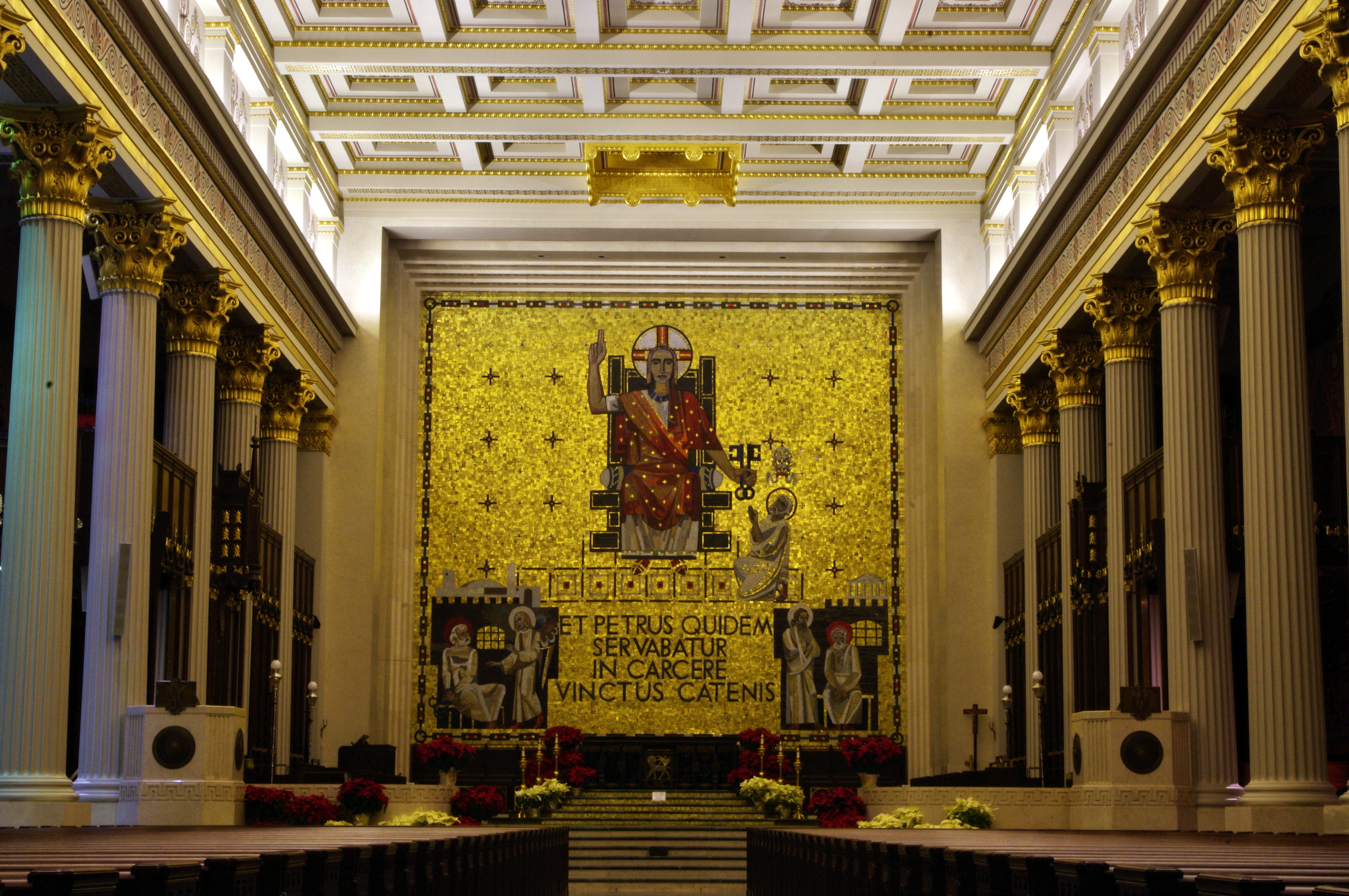
Het grote mozaïek in het koor

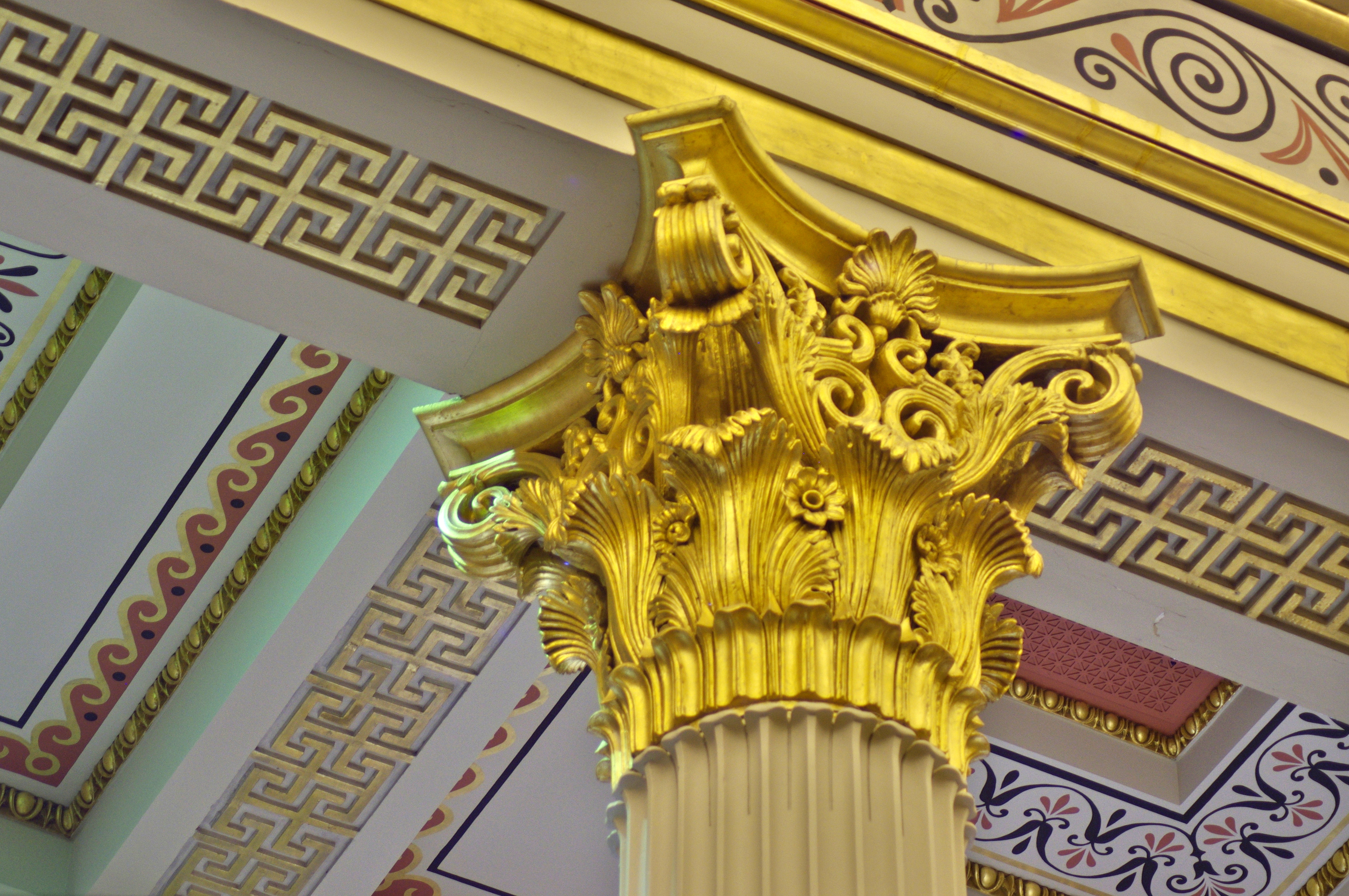
Korinthisch kapiteel in de kathedraal

Het katholieke geloof werd vooral door Duitse en Ierse immigranten naar Cincinnati gebracht. Bisschopszetel werd de stad in 1821, metropolitane zetel in 1850. De initiatiefnemer tot de bouw van de kathedraal met het patrocinium van Sint-Petrus' banden was Johannes Baptist Purcell, bisschop en aartsbisschop van Cincinnati in de periode 1833-1883. Hij wijdde de kerk op 2 november 1845. In 1957 werd de kathedraal werd in westelijke richting verlengd en verrijkt met het grote muurmozaïek achter het altaar.

## Architectuur
Oorspronkelijk is de Sint-Petruskathedraal een rechthoekige en driebeukige hallenkerk met een iets verhoogd middenschip. De twee transeptarmen werden tijdens de vergroting in 1957 toegevoegd. De ruimten hebben allemaal een cassettenplafond. Korinthische zuilen scheiden de beuken. Het portaal heeft een gevelloze porticus met twaalf Korinthische zuilen. Het draagt een toren die uit zes achthoekige smaller wordende verdiepingen bestaat en wordt afgesloten door een kegelvormige spits. Het architectonische voorbeeld was met name de Saint Martin-in-the-Fields te Londen.

## Inrichting
De kathedraal bezit een processiekruis met een Christuscorpus van Benvenuto Cellini. Het portaal is gemaakt van massief brons, de staties van de kruisweg zijn in mozaïeken uitgevoerd. Alles dominerend is het grote muurmozaïek op de muur van het koor. Het werd in 1957 ontworpen door de Duitse kunstenaar Anton Wendling en toont Christus als Pantocrator, Die Petrus de sleutels van het koninkrijk overhandigd (Mattheüs 16:19), geflankeerd door kleinere scènes van de gevangenschap van Petrus in Jeruzalem (Handelingen 12:1-17) en Petrus met Paulus in de mamertijnse gevangenis te Rome.